# رالف جانسون (بازیکن فوتبال)
رالف جانسون (انگلیسی: Ralph Johnson; ۱۵ آوریل ۱۹۲۲ – ۲۳ آوریل ۲۰۱۳) بازیکن فوتبال اهل بریتانیا بود.
از باشگاه‌هایی که در آن بازی کرده‌است می‌توان به باشگاه فوتبال لیتون اورینت و باشگاه فوتبال نوریچ سیتی اشاره کرد.